# Kees Bekker
Cornelis „Kees” Bekker (ur. 26 stycznia 1883 w Bredzie, zm. 28 grudnia 1964) – piłkarz holenderski grający na pozycji pomocnika. W swojej karierze rozegrał 6 meczów w reprezentacji Holandii.

## Kariera klubowa
W latach 1900–1911 Bekker grał w klubie HBS Craeyenhout. W sezonach 1903/1904 i 1905/1906 wywalczył z HBS dwa mistrzostwa Holandii. W latach 1911–1915 występował w Be Quick 1887.

## Kariera reprezentacyjna
W reprezentacji Holandii Bekker zadebiutował 29 kwietnia 1906 roku w przegranym 0:5 meczu Coupe Van den Abeele z Belgią. Od 1906 do 1908 roku rozegrał w kadrze narodowej 6 meczów.